# Wilhelm Meyer
Pour les articles homonymes, voir Meyer.
Wilhelm Meyer, dit « de Spire » ou  « aus Speyer »  est un philologue, bibliothécaire et paléographe allemand, né le 1er avril 1845 à Spire, et mort le 9 mars 1917 à Göttingen.

## Carrière
Après avoir étudié la philologie classique à Wurtzbourg et Munich, il fut employé par Karl von Halm (de) pour le catalogage des manuscrits latins de la bibliothèque d'État de Bavière : il rédigea et publia la description d'environ 15 000 manuscrits (1871-1881). En 1875 il devient secrétaire de la bibliothèque et en 1886 professeur ordinaire de philologie classique à l'université de Göttingen.
Déchargé de sa charge d'enseignement en 1889, il se consacre au catalogage des manuscrits de la bibliothèque universitaire de Göttingen.
Il reprend l'enseignement à l'université en 1895 et mène ses recherches sur la littérature latine du Moyen Âge et la paléographie.

## Œuvre
Wilhelm Meyer est considéré comme l'un des fondateurs de la philologie médiolatine grâce à ses travaux sur la rythmique et la rime.
Son étude de l'écriture gothique et l'établissement des trois « lois de Meyer » sont des travaux fondateurs pour l'étude des écritures de la fin du Moyen Âge